# Joe Connelly
Joe Connelly est un scénariste, producteur et réalisateur américain né le 22 août 1917 à New York, New York (États-Unis), décédé le 13 février 2003 à Newport Beach (Californie).

## Filmographie

### comme scénariste
- 1970 : Me and Benjie (TV)
- 1964 : Les Monstres ("The Munsters") (série télévisée)
- 1966 : Frankenstein et les faux-monnayeurs (Munster, Go Home)

### comme producteur
- 1957 : Leave It to Beaver (série télévisée)
- 1960 : Bringing Up Buddy (en) (série télévisée)
- 1961 : Ichabod and Me (en) (série télévisée)
- 1961 : Calvin and the Colonel (en) (série télévisée)
- 1964 : Les Monstres ("The Munsters") (série télévisée)
- 1966 : Frankenstein et les faux-monnayeurs (Munster, Go Home)
- 1966 : Pistols 'n' Petticoats (en) (série télévisée)
- 1967 : The Far Out West
- 1969 : L'habit ne fait pas la femme (Change of Habit)

### comme réalisateur
- 1966 : Pistols 'n' Petticoats (en) (série télévisée)
- 1967 : The Far Out West